# L'Écho du Sud

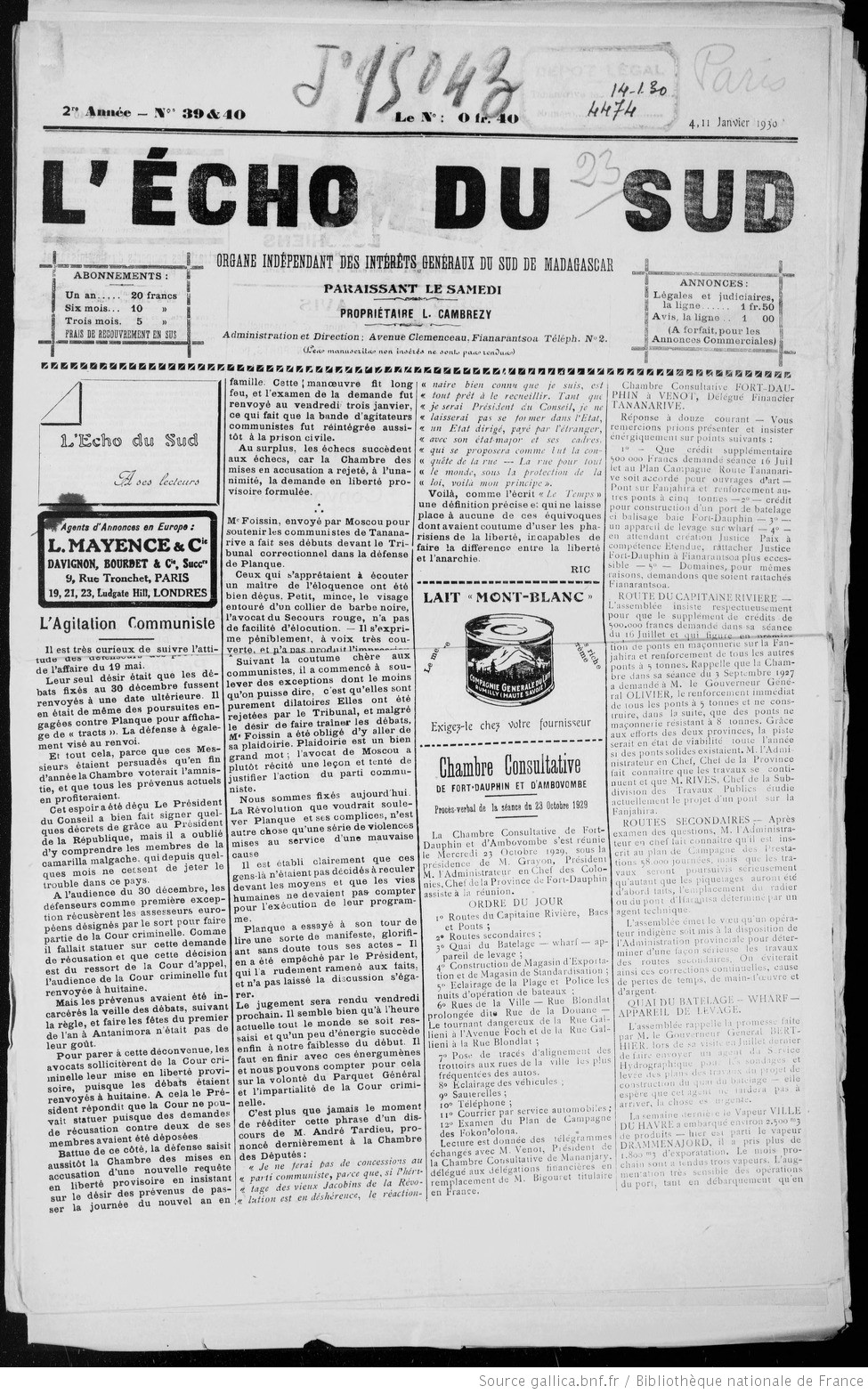
Pagina de L'Écho du Sud, 11 gennaio 1930

L'Écho du Sud è un settimanale generale francese creato nel 1929 da Louis Cambrézy.

## Storia
Il 13 aprile 1929, Louis Cambrézy, un colono francese, fondò il giornale L'Écho du Sud: organe des intérêts généraux du Sud de Madagascar, a Fianarantsoa. Il suo obiettivo era inizialmente quello di mantenere un giornale attivo dopo la scomparsa l'anno precedente di La Voix du Sud, un altro giornale fondato a Fianarantsoa da Jules Thibier.
La sua sede si trova in Avenue Clémenceau, a Fianarantsoa, ed è stampata dall'Imprimerie du Betsileo. Viene distribuito al prezzo di 0,40 franchi.
Il giornale esce ogni sabato e si occupa di informazioni generali sul Madagascar.
È grazie a questo giornale che Louis Cambrézy è stato Cavaliere della Legione d'Onore nel 1935, da Louis Rollin, Ministro delle Colonie.

## Posizione editoriale
Il giornale è apertamente favorevole al colonialismo e al mantenimento della Francia in Africa, avendo il suo fondatore preso parte alla seconda guerra franco-malgascia. Dal 1936 si schierò con i repubblicani spagnoli vittime dei franchisti. Durante la seconda guerra mondiale, il giornale prese posizione contro la Francia di Vichy, che perseguitava il suo fondatore Louis Cambrézy per la sua appartenenza alla massoneria.